# Lizinska de Mirbel

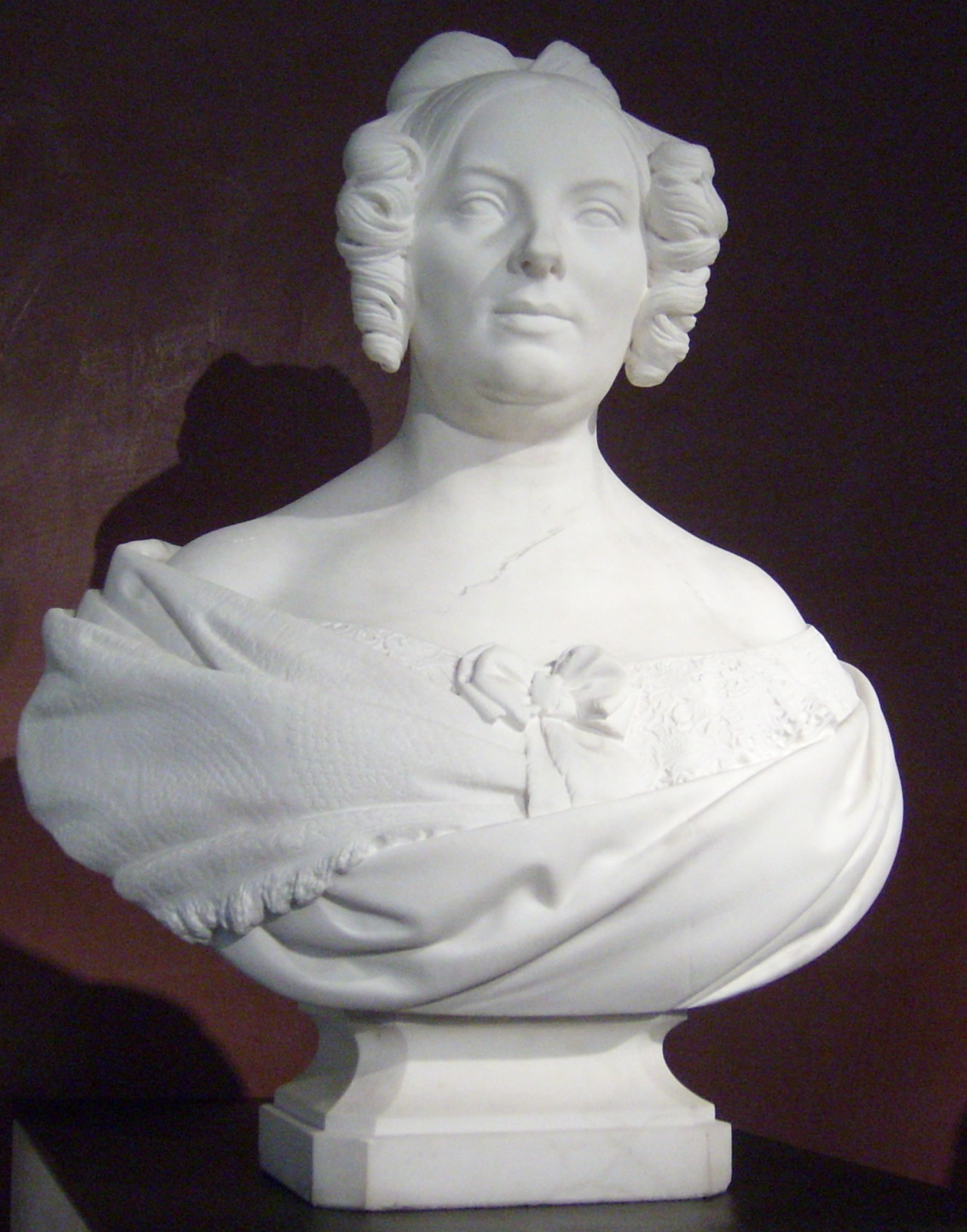
Madame de Mirbel, di Antoine Laurent Dantan, museo di Piccardia.

Lizinska de Mirbel, nata Lizinska Aimée Zoé Rue (Cherbourg, 26 luglio 1796 – Parigi, 31 agosto 1849), fu una miniaturista francese.

## Biografia
Avendo studiato con il pittore Jacques Augustin, Lizinska Rue si specializzò nel genere miniaturista ove si affermò, venendo nominata, nel periodo della restaurazione francese, pittrice di corte di Luigi XVIII e di Carlo X. Fu il re Luigi XVIII che la maritò con il botanico Charles-François Brisseau de Mirbel il 18 maggio 1824.
I suoi ritratti, che si distinguono per la loro finezza e la correttezza del disegno, per la freschezza e l'armonia dei colori, ebbero un grande successo. Ella ritrasse numerosi sovrani e un gran numero di personalità del suo tempo. I seguenti furono per la maggior parte esposti in vari saloni: Carlo X, Il duca di Fitz-James (1827), Il duca Decazes, La principessa di Chalais, Il conte Demidoff (1834), Luigi-Filippo, La Reigna dei Belgi (1835), Il duca d'Orléans, Il conte di Parigi, Fanny Essler (1839), Il generale Gourgaud (1841), Mesdames Guizot e Martin du Nord, (1844), La duchessa di Treviso (1845), La marescialla di Reggio (1847), M. Émile de Girardin (1848), etc.
Lizinska de Mirbel ha anche dipinto ritratti ad acquerello. Ella ricevette tre medaglie, di cui una di prima classe. Ebbe come allievi Louise Pauline Vaillant e Sidonie Berthon. 
Morì a Parigi il 31 agosto 1849 a causa di un'epidemia di colera.
Nathalie Lemoine-Bouchard rivela che ella sarebbe stata una rivale di Madame du Cayla, amante del re.